# اچ‌ام‌اس اوتر (۱۸۹۶)
اچ‌ام‌اس اوتر (۱۸۹۶) (به انگلیسی: HMS Otter (1896)) یک ناوشکن بود. این کشتی در سال ۱۸۹۶ ساخته شد.